# Rodolfo Sotelo
Rodolfo Sotelo (* 17. April 1952 in Mexiko-Stadt) ist ein mexikanischer Fußballtrainer und ehemaliger -spieler auf der Position des Verteidigers.

## Leben
Rodolfo Sotelo Esparza stand nachweislich zwischen 1975 und 1985 beim CD Zacatepec unter Vertrag, für den er in diesem Zeitraum insgesamt 217 Spiele in der mexikanischen Primera División absolvierte und dabei fünf Tore erzielte. Daneben bestritt er im vorgenannten Zeitraum für die Cañeros zwei Spielzeiten (1977/78 und 1983/84) in der zweiten mexikanischen Liga. 
Nach Beendigung seiner aktiven Karriere schlug Sotelo eine Laufbahn als Trainer ein und arbeitete zusammen mit seinem ehemaligen Mannschaftskameraden bei Zacatepec, Felipe Ocampo, in der Clausura 2003 bei den Colibríes de Cuernavaca. Sotelo und Ocampo waren zunächst Assistenztrainer unter Sergio Rubio und übernahmen nach dessen Weggang vier Spieltage vor Saisonende gemeinsam das abstiegsgefährdete Team. Im ersten Spiel erreichte das Trainerduo vor heimischer Kulisse ein 1:1 gegen den Traditionsverein Atlante. Das zweite Spiel endete mit einem 1:0-Auswärtssieg gegen die ebenfalls abstiegsgefährdeten Jaguares de Chiapas, bevor im dritten Spiel (auswärts bei Monarcas Morelia) die erste Niederlage (1:3) hingenommen werden musste. Das letzte Saisonspiel gegen den Hauptstadtverein Cruz Azul endete torlos vor heimischer Kulisse und hätte den Klassenerhalt bedeutet, wenn die Jaguares nicht noch durch ein spätes Tor in der 84. Minute mit 1:0 gegen die Tecos de la UAG gewonnen hätten. Dadurch aber mussten die Colibríes nach nur sechs Monaten Erstligazugehörigkeit den Weg in die zweitklassige Primera División 'A' antreten.
Trotz dieses Misserfolges arbeiteten Sotelo und Ocampo auch weiterhin zusammen und trainierten im Jahr 2009 gemeinsam den Viertligisten Deportivo Galeana.